# Ichneumon diversicolor
Ichneumon diversicolor là một loài tò vò trong họ Ichneumonidae.